# Ajijas Cotonou
El Adjidjas FAP, conocido también como Ajijas Cotonou fue un equipo de fútbol de Benín que alguna vez jugó en la Premier League de Benín, la liga de fútbol más importante del país.

## Historia
Fue fundado en el año 1970 en la ciudad de Cotonú y jugó por varias temporadas en la Premier League de Benín entre los años 1970s y finales de 1980s, ganando el título de liga en la temporada de 1981, el único título que ganó el club en toda su historia.
A nivel internacional participó en la Copa Africana de Clubes Campeones 1982, en la cual fue eliminado en la primera ronda por el Stella Club d'Adjamé de Costa de Marfil.
El club desapareció en 1988 luego de la cancelación de la Premier League de Benín en esa temporada.

## Palmarés
- Premier League de Benín: 1

1981

## Participación en competiciones de la CAF
| Temporada | Torneo                            | Ronda      | Club                 | Casa | Visita | Global |
| --------- | --------------------------------- | ---------- | -------------------- | ---- | ------ | ------ |
| 1982      | Copa Africana de Clubes Campeones | Preliminar | ASC Police           | 1-1  | 2-0    | 3-1    |
| 1982      | Copa Africana de Clubes Campeones | 1          | Stella Club d'Adjamé | 1-3  | 1-3    | 2-6    |